# 創政会
創政会（そうせいかい）は、自由民主党田中派内の勉強会、派中派。1985年2月7日、会長を竹下登に据えて結成された。創政会の名は竹下が発行していた機関紙『創政』から取られた。経世会（竹下派）の源流。

## 沿革

### 1984年
1984年当時、田中派は121名を抱える党内最大派閥であったが、膨張を続けていたために派内での風通しが悪くなったばかりか田中角栄退陣の後10年を経ても自派閥から首相候補を出さないという閉塞的な状況に陥っていた。それは、田中が自派閥から総裁候補を送り出すことによって自らの影響力低下を恐れたためであった。いつまでも後継者を決めない態度に加え、当選回数の浅い後藤田正晴や「外様」といわれる他派閥から移籍してきた議員を重用することなどにより、竹下登を担ぎ上げようとする若手を中心に不満がたまっていた。1984年10月末で中曽根康弘総裁の任期が切れることから、次期総裁選が話題が上るようになる。
同年10月24日、二階堂進が公明党の竹入義勝委員長、民社党の佐々木良作委員長に促され、福田赳夫、鈴木善幸の支持を受けて、公民両党との連立含みで総裁選に出馬する動きが表面化した。しかしこの計画は、肝心の福田派内がまとまらなかったのと、金丸信の精力的な党内一本化に向けた奮闘の結果、実現には至らなかった。田中角栄も最終的に二階堂の出馬に反対し、10月30日、中曽根は再選した。こうして〝二階堂擁立劇〟は劇のまま終わったが、田中派に深刻な亀裂を招き、田中の支配力の低下を浮き彫りにした。
やがて田中は「中曽根の次は二階堂」と公言するようになった。二階堂をなだめるためと言われているが、それが金丸、竹下に火をつけた。「このまま田中派にいたら竹下の芽はない」。思い詰めた金丸と竹下は行動に移し、新グループ結成の準備は秘密裏に進められた。
同年12月18日、赤坂の日商岩井ビルにあるフランス料理屋に竹下、梶山静六、金丸信、小渕恵三、羽田孜、小沢一郎、遠藤要の7人が集まり、次期自民党総裁選で竹下擁立を図る計画の話し合いがもたれた。小沢の証言によれば、擁立計画は小沢と梶山の提案によるものとされる。
同年12月20日、金丸は都内のホテルで福田派の安倍晋太郎と会い、計画のあらましを伝えた。
同年12月25日、亀岡高夫、橋本龍太郎も加わった計12人の会合が開かれた（一説には18人とも言われる）。この席で、勉強会の名称を、竹下が発行していた機関紙『創政』から取って「創政会」とすることが確認された。年明けに開く発足準備会のメンバーの人選を進め、25人の顔ぶれが決まった。「竹下の弟分」をもって任じている渡部恒三はこのとき「目白に漏れるおそれがある」と見做され、メンバーから外された。

### 1985年
1985年1月23日、築地の料亭「桂」に竹下、金丸、小渕、橋本龍太郎、小沢、梶山、羽田ら25人が結集。金丸が「諸君、ニューリーダーといわれる竹下ももう60歳である。田中派では、二階堂も小坂も勉強会を持っている。竹下が持っていても当たり前だ。これはオヤジの寝首をかくということじゃない。失敗すればわれわれの首が飛ぶ。オヤジの了解のもとにやりたい。そもそも総裁候補を持たない派閥などありえない」と口火を切り、竹下は「ここに集まってもらったみんなに感謝の言葉もない」と言った。「創政会」の発会式は2月7日と決まった。
1月24日、田中派の新春総会がホテルニューオータニで開かれる。田中は「湯島の白梅」を歌い上げると、「次は竹下君。君やれ」と指名した。竹下は「講和の調印吉田で暮れて／日ソ交渉鳩山さんよ／いまじゃ田中で列島改造／十年たったら竹下さん／ドコズンドコズンドコ」とトレードマークの竹下節を歌い終えると、田中を振り向いて「10年前も、この歌を歌っていました」と短く言った。同日までに中曽根首相は、竹下の側近から勉強会旗揚げの情報を知らされた。
1月27日夜、目白の田中邸で竹下は田中に「田中派の枠内で政策研究会を創りたいので、お許しを願いたい」と述べた。叩き上げオーナーの自己過信は田中をもってしても避けがたかった。田中は「いいだろう」と答え、「俺がもう一度やってから、お前は総理になれ」と言い放った。秘書の早坂茂三はむろん竹下の意図はわかっていた。早坂はのちに朝日新聞記者の早野透に「竹下はクーデターを起こしたが、考えてみれば、竹下はよくここまで何も言わずに我慢してきたとも言えるんだよ。お互いにわかっている。汚い言い方だが、お互いに汚いケツを見せ合って闘うということだ」と述べている。同日夜、竹下は、鹿児島に帰郷していた二階堂に電話で勉強会結成の件を伝えた。二階堂は「わしみたいなもんに気を遣うことはない」と返した。
1月28日、読売新聞と毎日新聞が朝刊で「竹下氏、政策集団を旗揚げ」と報じた。田中は早坂を前にして「創政会だと！そんな名前は聞いていない」といきり立った。記事には、旗揚げに中心になって動いた議員の名前も記されていた。自身が党幹事長時代に初当選させた梶山、羽田、小沢がその中に入っていたことが田中の怒りを倍加させた。新聞を見て渡部恒三と奥田敬和が目白に駆け込んできた。田中は二人には本心を隠し、「うん、その話なら昨日、竹下から聞いた。勉強会なんだから君らも大いにやればよい。だいたい今の若者は勉強しなさ過ぎる」と、入会をすすめる素振りさえ見せた。この日から入会勧誘が開始されるが、金丸は「創政会」旗揚げの他意のなさを強調するため、田中の女婿の田中直紀には熱心に勧誘するよう指示した。
1月29日、田中は「創政会」への入会申込者がすでに70人に到達していること、勉強会が周到な準備の下に結成され、人事まで決定されていることを知ると、勉強会は見せかけで公然たるクーデターであることにようやく気付いた。田中派3分の2の80人を超えるのも時間の問題と言えた。
1月30日、田中は平河町の事務所で玉置和郎らに「竹下はまだ10年早い。あと、2、3回選挙で苦労してからだ」「（創政会には）政策の勉強以外はさせない。政権をどうこうなどは絶対にやらせない」「竹下は23日の会合で参加者にカネを配ったそうだ。けしからん」と怒りをぶちまけた。さらに田中派事務総長の小沢辰男を呼びつけ、「事務総長がだらしないからこんなことになるのだ」と怒鳴った。
1月31日、毎日新聞朝刊は「田中派の3分の2占める勢い」などと報じた。同日朝、私邸に二階堂を呼んだ田中は、田中派議員の創政会への参加を抑えるよう指示した。同日昼に開かれた田中派総会で、二階堂は「木曜クラブは田中元首相を中心にした会であることを忘れてはいけない」と言い、江﨑真澄は「創政会の名前を変えるべきだ」と竹下の動きを牽制した。
田中は猛烈な切り崩し攻勢に出た。譜代議員には厳格に接し、外様議員には柔和に接する工作は結成当日まで行われた。その結果、参加希望者はどんどん脱落し、結局は当初の83人から40人と半減した。しかし40人という数は当時の総裁選立候補に必要な50人に後10人足りないだけの数であり、田中も無視できない存在になった。ただちに対決的な形になることは竹下らも派内の大勢も望んでいなかったため、当初は設立総会をホテルで行う予定であったところを、田中派が入る砂防会館別館に開催場所を移すことでその意志を示した。

### 創政会結成
1985年2月7日、「創政会」の設立総会が行われる。数は半減したが、田中の弾圧をかいくぐり40名の出席者を集めたことで竹下の政治的足場は固まった。参加者は衆議院29人、参議院11人。内訳は以下のとおり。
衆議院（29人）
- 足立篤郎
- 竹下登
- 亀岡高夫
- 小渕恵三
- 橋本龍太郎
- 大村襄治
- 山村新治郎
- 小沢一郎
- 羽田孜
- 渡部恒三
- 佐藤守良
- 梶山静六
- 中村喜四郎
- 村岡兼造
- 田原隆

- 中島衛
- 西田司
- 畑英次郎
- 鳩山邦夫
- 保利耕輔
- 近岡理一郎
- 野中広務
- 額賀福志郎
- 榎本和平
- 塩島大
- 戸塚進也
- 仲村正治
- 野呂田芳成
- 平林鴻三

参議院（11人）
- 梶木又三
- 遠藤要
- 中村太郎
- 山東昭子
- 堀江正夫
- 増岡康治

- 松尾官平
- 井上孝
- 志村哲良
- 岡野裕
- 松浦功

ロッキード裁判のストレスからもともと酒はよく飲んでいたが、創政会結成に怒り狂った田中は大荒れに荒れ、毎日浴びるようにウイスキーを飲み続けた。私邸ではスコッチのオールド・パーを1、2日に1本のペースで空け、事務所でも、佐藤昭が来る時にはすでに千鳥足であった。佐藤がいくら止めてもウイスキーのがぶ飲みをやめようとはせず、自分でボトルから注ぎ、濃い水割りを作る始末であった。
田中は荒れながらも、〝軍団〟に生じた亀裂を縫い合わせる必要性も感じていた。2月半ば過ぎ、田中は秘書の早坂に「若い者が言っていたように副会長制を作るか。3人も置いて、その中に竹下を入れるか」と言った。早坂は「竹下を副会長にするとき、木曜クラブの新しい仕組みを作って、一緒にスタートしたらいいんじゃないですか」と提案。田中はその時期を4月と決め、事後処理の段取りを早坂に命じた。
2月26日、田中によって大臣ポストを与えられた木曜クラブの国会議員でつくる「栄会」が赤坂の料亭で開かれた。席上、田中は上機嫌でスピーチした。「賢者は聞き、愚者は語る。吾輩も今日から賢者になる。何か言うことがあれば遠慮なく来てくれ」。このときも田中はしたたかに酔い、仲間や芸者に抱えられるようにして車中の人となった。
2月27日、田中は朝から体調が思わしくなく、小金井カントリー倶楽部に行く予定を取り止めた。そしていつものように来客がすすめるオールドパーの水割りを飲んだが「風邪かもしれない」と言って母屋の2階に戻り、昼寝をした。午後5時頃、脳梗塞で倒れ、東京逓信病院に入院。一命はとりとめたものの言語障害などが残り、田中の政治生命は突如として終わりを告げた。
総選挙前の1986年4月25日、54人を数えたところで創政会は解散。その後、田中派は竹下を推す勢力と派閥会長の二階堂の勢力との対立を経て、1987年7月4日、竹下を会長とする新派閥の経世会が結成された。

## 各人による評
一連の動きで田中が最も心を痛めたのは、小沢一郎、梶山静六、羽田孜など、子飼いの弟子が弓を引いたことであった。田中派外様の代表格である田村元は、田中が脳梗塞で倒れたことについて「創政会卒中」と周囲に漏らしている。
一般的には田中支配転覆のクーデターに見られがちな創政会の結成であるが、小沢一郎は、「オヤジと慕う角栄に弓を引く気はなく、竹下を一時的に後継者に指名すればそれでよかった」とも述べている（立ち上げの前日一晩泣き明かしたという）。梶山静六は、派内後継者を決めればそれでよく、田中支配を続けることに反対ではなかったという。羽田孜なども同様のことを言っている。また後藤田正晴は、「角栄が倒れることがなければ、いずれ必ず機会を見て潰されていただろう」と語っている。
立ち上げメンバーのひとりである渡部恒三は、仁義を切るために田中邸を訪れた際、田中に「貴様、次の選挙で川島（引用注：渡部と同郷の元官僚・川島廣守のこと）を立ててたたき落としてやる」と怒鳴られたことを回想している（結局川島は出馬せず、このような選挙構図にはならなかった）。
野中広務は「田中さんがロッキードでやられたあと、我々は創政会をつくるわけですね。その時、梶山さんから「私ら幹部が先に行って角さんに怒られてくる。そのあとにお前らが行け」と言われて、ちょっと遅れて田中さんの部屋に入ると、裏の引き出しに箱が積んであって、「要るなら持ってっていいんだよ」と。反旗をひるがえして出て行く手下たちに、この期に及んでカネを配ろうとする…あれには可哀想になりましたね」と回顧している。